# شمشیرزن (مجموعه تلویزیونی)
شمشیرزن (به ماندارین:笑傲江湖، تلفظ: شیائو آئو جیانگ خو) یا افسانه شجاعان نام یک مجموعه تلویزیونی چینی به سبک ووشیا بوده که بر اساس رمانی نوشته جین یونگ ساخته شده‌است. یو ژنگ به عنوان تهیه‌کننده و نویسنده و بازیگرانی چون والاس هو، جو چن و یوئن شان‌شان به ایفای نقش پرداخته‌اند. این سریال از ششم فوریه تا چهارم مارس ۲۰۱۳ از هونان تی‌وی چین پخش شد. داستان این سریال به شکل قابل ملاحظه‌ای با رمان اصلی تفاوت دارد، طوری‌که شخصیت دونگ فانگ بوبای، (به جای مردی که خود را اخته کرده‌است) زن نشان داده شده‌است که رابطه عاشقانه‌ای با لینگ‌خو چونگ دارد. این سریال بازسازی سریال افسانه شجاعان محصول ۲۰۰۱ می‌باشد.

## بازیگران
- والاس هو در نقش لینگ‌خو چونگ
- جو چن در نقش دونگ فانگ بوبای
- یوئن شان‌شان در نقش رن ئینگ ئینگ (ین ین)
- هوی یوانگ در نقش یوئه بو چون
- یانگ رونگ در نقش یوئه لینگ شان
- چن شیائو در نقش لین پینگ جی
- دنگ شا در نقش ئی لین
- هی زی در نقش رن وو شینگ
- هان دونگ در نقش تیان بوگوان

## خلاصه سریال
در ابتدای داستان، گروه متحد به بهانه کشتار مردم یک روستا به دست گروه شیطانی، می‌خواهد به این گروه حمله کند. با این حال به دلیل مهارت بالای رئیس گروه شیطانی، رن وو شینگ، شکست می‌خورند. در این میان دونگ فانگ بوبای (جو چن) از اعضای رده بالای این گروه که دارای جاه طلبی زیادی است با نقشه‌ای زن رن وو شینگ را کشته و خودش را نیز با نقشه‌ای به دام انداخته و ریاست گروه را به چنگ می‌آورد. پس از این، دونگ فانگ بوبای شروع به یادگیری شمشیر زنی آفتابگردان (کویی خوابادین) کرده و به دلیل ماهیت این روش، قیافه‌ای زنانه پیدا می‌کند. او پیش‌بینی می‌کند که با تسلط به این روش شمشیرزنی، تمامی جامعه رزمی کاران (جیانخو) را در عرض چند سال فتح خواهد کرد.
ادامه داستان ۱۰ سال بعد در گروه خواشان دنبال می‌شود که شاگرد ارشد آن جوانی به اسم لینگ‌خو چونگ می‌باشد. لینگ‌خو بسیار جوانمرد بوده و هر کاری برای کمک به دیگران می‌کند به همین خاطر توجه افراد زیادی را بخود جلب می‌کند. او دختر استادش را دوست دارد و هر کاری را برای شادی اش انجام می‌دهد. یک شب که لینگ‌خو به همراه یکی دیگر از شاگردان گروه خواشان برای خوش‌گذرانی به شهر رفته‌اند دختر زیبایی را می‌بینند که در خطر است. لینگ‌خو که فکر می‌کند ممکن است دختر به وسیله دو نفر از شاگردان گروه چین چن اذیت شده و کشته شود به نجات او می‌رود بدون اینکه بداند این دختر همان دونگ فان بوبای نفر اول جامعه رزمی کاران است. این اتفاق باعث می‌شود که دونفان از رفتار لینگ‌خو که به نجات او آمده خوشش بیاید و او را در ذهن خود نگه دارد.
از طرفی خانواده لین دارای یک روش شمشیرزنی به نام بی شی هستند که افراد زیادی به دنبال آن می‌گردند. یو تان خی که جزء یکی از این افراد است به این خانواده حمله کرده تا با تهدید آن‌ها کتاب راهنمای این روش شمشیرزنی را به چنگ آورد. در این بین آقا و خانم لین کشته شده و پسرشان پینجی تنها مانده و متواری می‌شود.
از طرف دیگر لیو جنفن از گروه خنشان و چویانگ از گروه شیطانی که از خونریزی‌های جامعه رزمی کاران (جیانخو) خسته شده‌اند می‌خواهند آن را ترک کرده و زندگی ساده‌ای را شروع بکنند؛ ولی تصمیم آن‌ها با مقاومت رؤسایشان روبرو می‌شود.
لینگ‌خو در مسیر رفتن به مراسم بازنشستگی لیو جنفن، راهبه‌ای (ایلین) را می‌بیند که توسط فردی شرور به نام تیان بو گوان مورد آزار و اذیت واقع می‌شود. بنابراین تصمیم می‌گیرد که او را نجات دهد. در حین نجات او در هنگام جنگ با تیان بو گوان به شدت زخمی می‌شود. دونگ فانگ بوبای که برای رسیدگی به مسئله چو یانگ به شکل ناشناس بیرون آمده‌است لینگ‌خو را می‌بیند و به او کمک می‌کند تا جراحاتش را درمان کند. بعد از سپری کردن یک شب با او، دونفان احساس می‌کند که عاشق لینگ‌خو شده‌است ولی سعی می‌کند که او را فراموش کند.
فردای آن روز تیان بوگوان دوباره ایلین را پیدا کرده و قصد ازدواج با او را دارد. از قضا لینگ‌خو با آن‌ها برخورد می‌کند و با شرط‌بندی کردن بر روی مبارزه به شکل نشسته، تیان بوگوان را شکست داده و ایلین را نجات می‌دهد. با این حال تا حد مرگ زخمی شده و بی هوش می‌شود. چو یانگ لینگ‌خو را که در حال مرگ است را به مکان اقامتش می‌برد و لی دونگ فانگ بوبای نیز در آنجا منتظر اوست تا او را به خیمویا برگرداند. دونفان که لینخو را در حال مرگ می‌بیند از چویانگ خواسته تا با انتقال نیروی خود به لینخو جانش را نجات دهد، خودش نیز ایلین را آورده تا از او مراقبت کند. ایلین که دختر ساده‌ای است نیز عاشق لینگ‌خو می‌شود.
چویانگ و لیوجنفن که می‌بینند راهی برای خروج از جیانخو ندارند تصمیم به خودکشی می‌گیرند و باهم به زندگی خود پایان می‌دهند و آهنگی را که باهم ساخته بودند را به لینخو می‌دهند تا اثر هنریشان از بین نرود.
به شکل تصادفی دونفان نشانی را پیدا می‌کند که در گذشته به خواهر خود داده بود و متوجه می‌شود که خواهرش زنده است و تصمیم می گرد که او را پیدا کند. همچنین معلوم می‌شود که دونفان در واقع دختری است که خود را به شکل مردان درآورده تا مورد اذیت و آزار مردان قرار نگیرد.
لینگ‌خو به گروه خواشان بر می‌گردد ولی به دلیل زیر پا گذاشتن قوانین گروه و دوستی با افراد گروه شیطانی به کوه توبه فرستاده می‌شود تا در آنجا توبه کند. یوئه بو چون نیز که در فکر تصاحب روش شمشیر زنی بی شی هست لین پین جی را به عنوان شاگرد خود می‌پذیرد تا او را تحت نظر داشته باشد. به دور از حضور لینگ‌خو، دختر یووه (لینشان) و پینجی کم‌کم به هم علاقه‌مند می‌شوند. لینشان دیگر علاقه‌ای به لینگ‌خو نشان نمی‌دهد که این موضوع باعث ناراحتی شدید لینگ‌خو می‌شود ولی راهی جز تحمل این وضعیت ندارد.
دونفان که متوجه می‌شود ایلین همان خواهر کوچک اوست به ملاقاتش می‌رود و دو خواهر، بعد از چندین سال بهم ملحق می‌شوند. دونفان متوجه می‌شود که خواهرش به شدت به لینگ‌خو علاقه‌مند شده‌است. او که خود نیز به لینگ‌خو علاقه دارد عشق خود را نادیده گرفته و تصمیم می‌گیرد که لینگ‌خو را به خواهر کوچکش برساند؛ بنابراین تیان بو گوان را به کوه توبه فرستاده تا لینخو را به دیدن ایلین بیاورد؛ ولی تیان بوگوان نیز نمی‌تواند او را مجاب کند که کوه توبه را ترک کند. با این وضعیت دونفان تصمیم می‌گیرد که خودش شخصاً به کوه توبه رفته و لینخو را برای دیدن ایلین بیاورد. لینخو تقاضای دونفان را هم رد می‌کند و به او می‌گوید که علاقه‌ای به ایلین ندارد. به شکل اتفاقی لینگ‌خو متوجه می‌شود که دونفان، دختر است. بعد از دانستن این ماجرا لینگ‌خو که دیگر می‌داند دختر استادش دیگر او را نمی‌خواهد شروع به علاقه‌مند شدن به دونفان می‌کند…